# Diogo Lopes Pacheco
D. Diogo Lopes Pacheco (Ferreira de Aves, c. 1305–1393), 8.º Senhor de Ferreira de Aves, filho de Lopo Fernandes Pacheco, 7.º Senhor de Ferreira de Aves, e de sua primeira mulher Maria Gomes Taveira. Foi um fidalgo da corte de D. Afonso IV que, como conselheiro deste monarca, teria participado na condenação de Inês de Castro. Após o assassínio desta, ocorrido em 1355, o seu nome e os de Pêro Coelho e de Álvaro Gonçalves foram apontados como sendo os dos executores dessa cruel sentença de morte. E, em 1357, com a subida de D. Pedro I ao trono de Portugal, temendo a vingança do novo Rei, esses três fidalgos procuraram refúgio em Castela. Todavia, o Rei de Castela negociou a extradição dos presumíveis assassinos de Inês de Castro.

## Biografia
Decorria o ano de 1360, quando D. Pedro I de Castela e Pedro I de Portugal fizeram um acordo para a troca de certos nobres castelhanos, refugiados em Portugal, por alguns nobres portugueses foragidos em Castela. Pêro Coelho e Álvaro Gonçalves vieram a ser supliciados em Santarém, enquanto Diogo Lopes Pacheco conseguia fugir para Avinhão na França e escapar, assim, à cruel sorte dos outros dois. Em contrapartida, D. Pedro I de Castela recebeu e mandou matar os fidalgos castelhanos Pedro Nunes de Gusmão, Mem Rodrigues Tenório, Fernão Gudiel Toledo, e Fernão Sanches Caldeira.
Durante o reinado de D. Fernando (1367-1383), Diogo Lopes voltou para Portugal, vindo a desempenhar funções diplomáticas, nomeadamente nas negociações do Tratado de Alcoutim (1371). Mas, em desacordo com o casamento do monarca português com D. Leonor Teles, e temendo a perseguição desta, voltou de novo a exilar-se. Ao serviço de D. Henrique II de Castela, aconselhou este monarca a cercar Lisboa, crendo que os seus defensores, «cerrados como ovelhas em curral», seriam forçados a render-se por falta de mantimentos. Isso não aconteceu, vindo a luta a terminar mercê da mediação do cardeal Guido de Bolonha, que o Papa enviara à Península Ibérica para negociar a paz entre Portugal e Castela.
A 19 de Março de 1373 foi assinado em Santarém um tratado de paz, vantajoso para Castela. O Rei de Portugal obrigava-se a anular todas as disposições que acordara com o duque de Lencastre.
Perdoado e reintegrado na posse dos seus bens por D. Fernando, apesar de ter pegado em armas contra a pátria, Diogo Lopes beneficiou assim do clausulado do referido tratado de Santarém. Retornando a Castela, de novo volta a Portugal em 1384, para apoiar o Mestre de Avis, e sabemos que ainda vivia em 1385, porquanto esteve presente na batalha de Aljubarrota.

## Casamento e descendência
Antes de casar, teve de Margarida Pires dois filhos naturais:
- Lopo Fernandes Pacheco[1] (c. 1325–?), legitimado por D. João I de Portugal por Carta de 21 de Fevereiro de 1392, casado primeira vez com Francisca Vasques Coutinho, casado segunda vez com Isabel Afonso Valente e casado terceira vez com Isabel Borges da Silva. Com geração dos três casamentos.
- Fernão Lopes Pacheco (c. 1326–?), alcaide-mor de Santarém, casado com Catarina Rodrigues Ribeiro, com geração.

Casou c. 1350 com Joana Vasques Pereira, filha de Vasco Gonçalves de Pereira, conde de Trastâmara, e de Inês Lourenço da Cunha, da qual teve:
- João Fernandes Pacheco, 9.º senhor de Ferreira de Aves, casado com D. Inês Teles de Meneses, com geração.
- Branca Dias Pacheco, casada com Gil Vasques de Resende, senhor de Resende, com geração.[3]